# Pellenes bitaeniata
Pellenes bitaeniata es una especie de araña saltarina del género Pellenes, familia Salticidae. Fue descrita científicamente por Keyserling en 1882.
Habita en Australia (Nueva Gales del Sur, Queensland).